# Letis opalisans
Letis opalisans är en fjärilsart som beskrevs av Felder 1874. Letis opalisans ingår i släktet Letis och familjen nattflyn. Inga underarter finns listade i Catalogue of Life.